# 曁南大学
曁南大学（きなんだいがく、英名：Jinan University、略称：曁大）は、中華人民共和国広州市に本部がある国立大学である。1906年に創立。“華僑の最高学府”と称される。中国が21世紀に向けて力を注いでいる211工程、双一流の成員校として、中国共産党中央統一戦線工作部に直属している国家重点大学である。学校は海外及び香港、マカオに開かれた学校といった運営方針に徹し、現在、全日制在籍者は4万人余り、その内、華僑、香港、マカオ、台湾及び外国からの学生は12145人に達し、中国国内において一位を占めている。QS世界大学ランキング第580位。（2025年）

## 学校沿革
1906年創立の“曁南学堂”が前身。1927年に上海に移転し、“国立曁南大学”に改称。1958年に広州へ復帰し、“曁南大学”に改められた。

## 概要
曁南大学は“華僑の最高学府”といわれ、長い間、国語教育と外国人向け中国語教育に力を入れている。中国が創立した最初の華僑を対象とした大学である。中国で最初に留学生を受け入れた学校の一つで、現在も海外の留学生が最も多く在籍する国家「211プロジェクト」と「双一流」重点総合型大学である。国務院僑務事務所に所属し、海外と香港、マカオ、台湾に向けた窓口となる方針に従って学校発展を図っている。曁南大学華文学院は1953年に創立し、中国語教育、中国文化及び予備教育の専門的な学院として位置付けられている。本学院は教育部に“国家対外中国語教育基地”に認定されていて、国務院僑務事務委員会に“中国語教育基地”に指定され、中国国家対外中国語教育指導チーム事務委員会（「国家漢辨」と称する）に“周辺国家中国語教育の重点学院”と認定されている。そして、中国華南地区で最大規模、最強の実力を誇る中国語教育及び国語教育の専門学院でもある。学院の開設した中国語教育専攻は広東省の有名学科と評され学院は現在中国語能力検定試験（HSK）の初級、中級、上級の試験会場となっているだけではなく、国家漢辨の中国語教師教育能力試験の試験会場、全国対外学生共同募集の試験会場及び曁南大学、華僑大学の対外学生共同募集の主要な試験会場でもある。

## 国家重点学科
産業経済学、水生生物学、金融、文学と芸術、4つの中国教育部重点学科、8の中華人民共和国国務院僑務事務委員会重点学科、24の広東省重点学科。

## 華文学院
曁南大学華文学院には（対外中国語学部、中国語教育学部、応用言語学部、中国語予科、通信教育学部、海外華文教育研究所、現代教育技術センター、日本の東京都豊島区の池袋に曁南大学日本学院）などの教育研究機関があり、現在、204名の教職員が在籍している、そのうち、教授13名、副教授20名、講師70名、博士号取得者26名、修士号取得者68名、博士課程指導教官3名、修士課程指導教官17名となっている。
華文学院は広州における新開発中心地区である天河文化区に位置し、広州東駅に近く、交通が便利である。学院はさまざまな現代化の教育、体育保健施設を持ち、学生寮、食堂などの生活施設が整っている。本学院は自然に恵まれ、すばらしい環境の下で、国際色及びバラエティーに溢れている。海外及び国内の学生に、中国語及び中国文化を勉強するよい学習の場を提供している。

## 場所

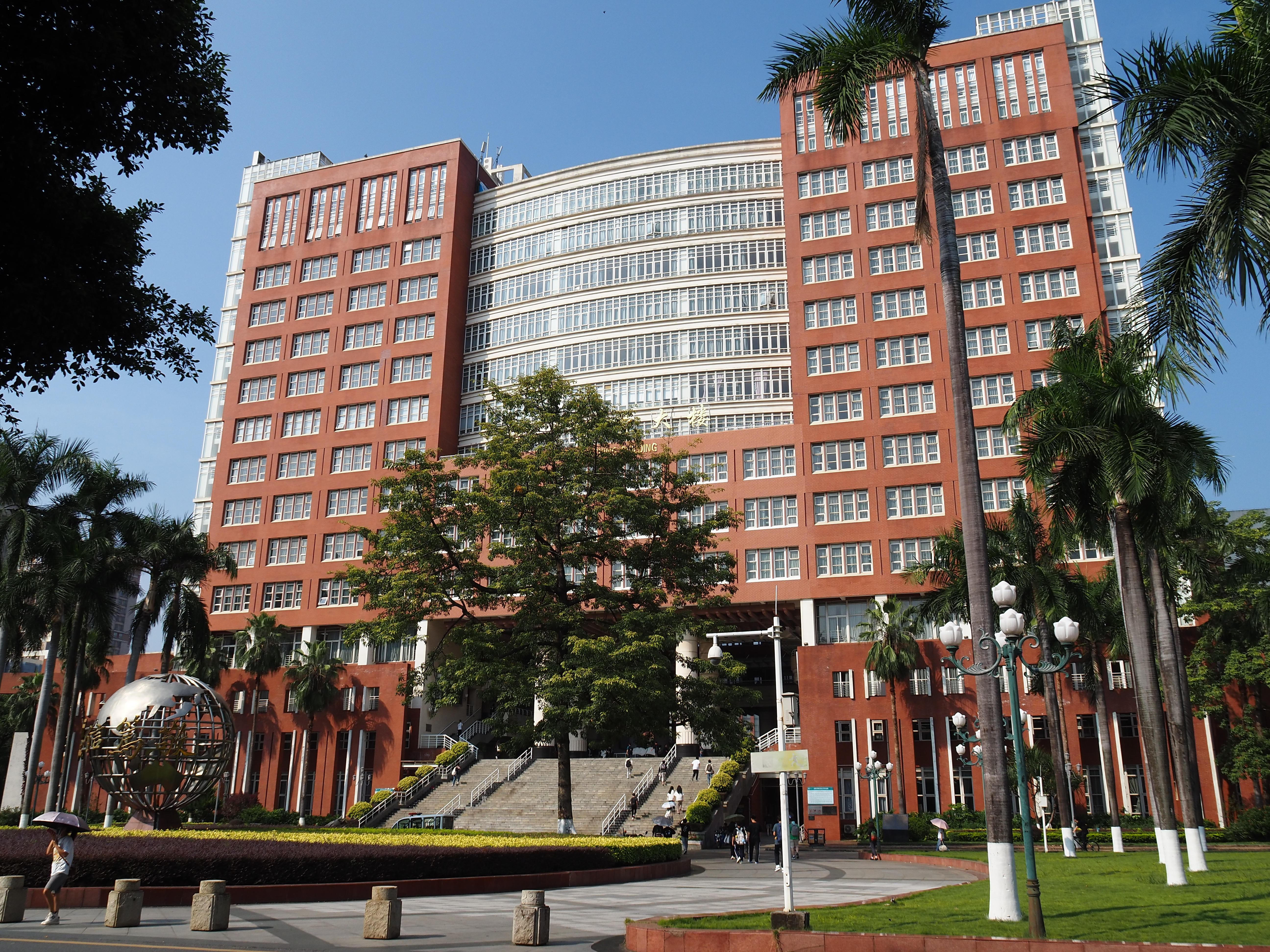
本部教習棟

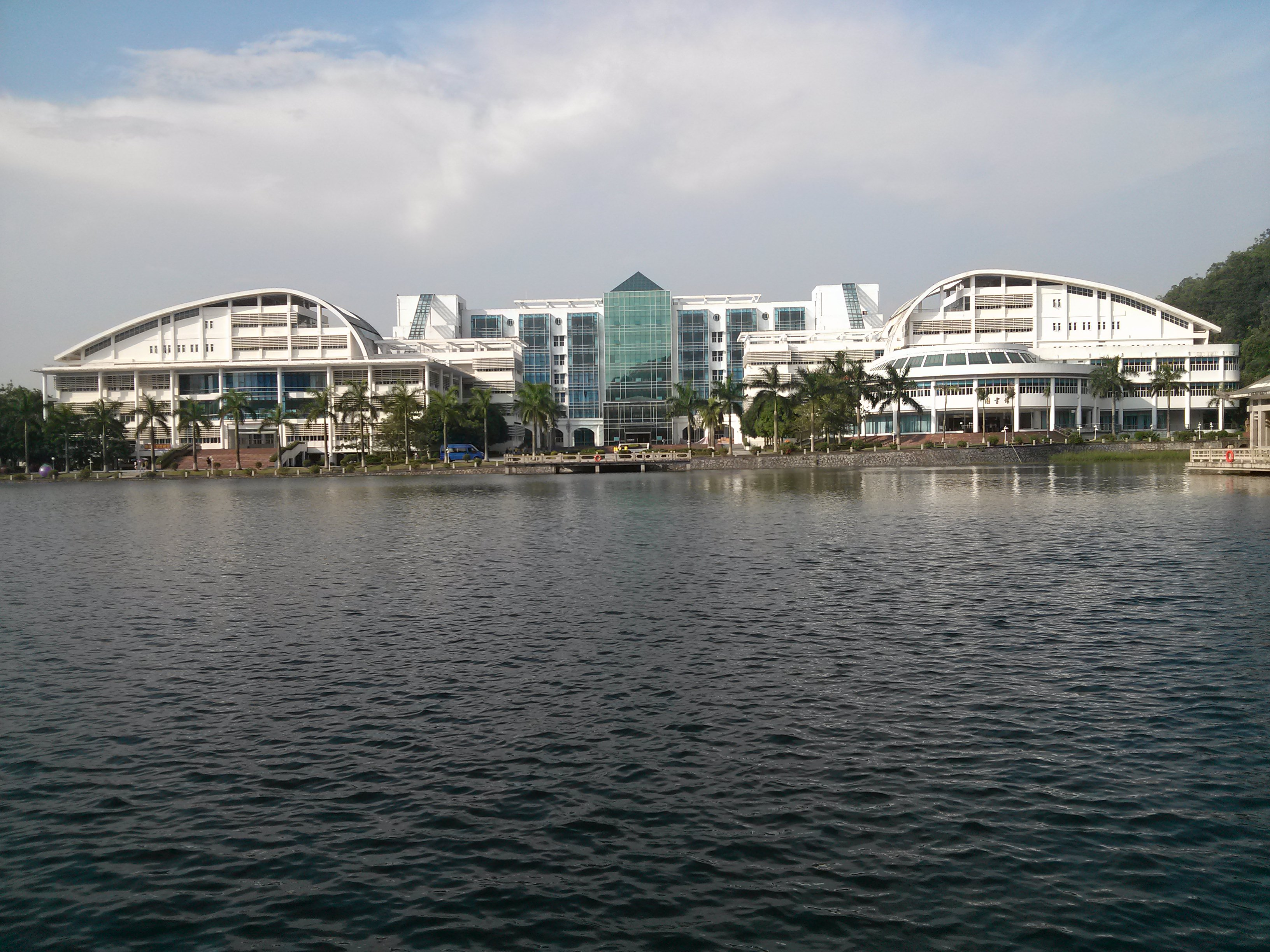
珠海キャンパス

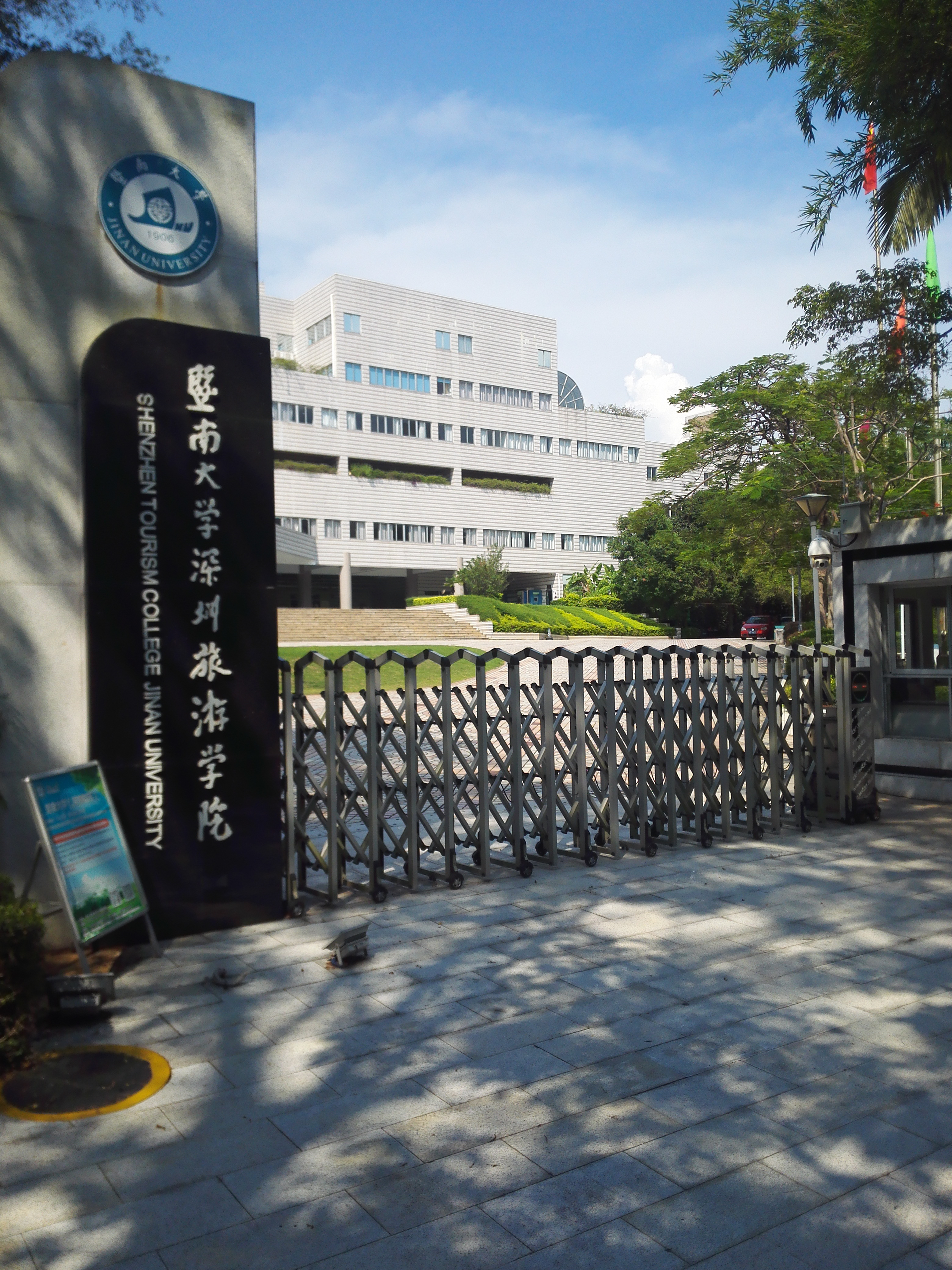
深圳キャンパス

- 広州市：本部（天河区）、広州大学城校区（番禺区）、華文学院（天河区）
- 珠海市：珠海学部
- 深圳市：深圳旅行学部

## 教員
2013年現在、教員・職員1869人。
- 中国科学院院士2人
- 中国工学院院士6人
- 博士課程指導教官434人
- 教授501人
- 助教授670人

## 学生
2013年現在、学生数は45000余人。華僑、香港、マカオ、台湾及び外国からの学生は11000余人。

## 組織
25の学部（学院）、59の学科（系）、77の研究室、89の専攻がある。

### 学部
- 国際学部
- 文学部
- 外国語学部
- 新聞放送学部
- 芸術学部
- 経済学部
- 管理学部
- 法学部
- 知識産権学部
- 理工学部
- 情報科学技術学部
- 生命科学技術学部
- 医学部
- 第一臨床医学部
- 第二臨床医学部
- 薬学部
- 中国文学部
- 知能科学与工程学部/人工知能産業学部
- 包装工程学部
- 国際商学部
- 翻訳学部
- 人文学部
- 深圳旅行学部
- 教育学部

## 日本における協定校
- 東京経済大学
- 北里大学
- 兵庫県立大学